# Santa Cruz Atizapán
Santa Cruz Atizapán est une municipalité et la ville dans l'État de Mexico au Mexique. Son nom vient du nahuatl : il se traduit par "en el agua blanca" ou "en la tierra blanca" Traduction française : "dans l'eau vive" ou "sur la terre vive", Elle couvre une superficie de 8.42 km2.
En 2020, elle comptait une population totale de 16,800 habitants

## Histoire
À l'époque préhispanique, Atizapán était connu sous le nom de Tepozoco, "cerro boludo de piedra porosa". Les vestiges archéologiques attestent de la présence d'établissements humains datant d'environ 200 000 ans.
Les Otomíes, Matlatzincas et Mazahuas archaïques étaient présents dans la vallée de Toluca depuis les époques Teotihuacan et Toltèque, au moins depuis le Les Matlatzincas, également appelés "les grands-parents", se sont installés et ont construit les quatre pyramides de Tepozoco, à Atizapán.
Ils se consacraient à la pêche et exploitaient la tule pour fabriquer des nattes et d'autres fournitures pour leurs maisons ; ils étaient des agriculteurs experts, ils formaient des chinampas et des champs de maïs, ils cultivaient du maïs, des haricots, des légumes et des courges ; ils savaient manier l'arc et les flèches.
Vers 640, un groupe de ces Matlatzincas s'installa sur les rives de l'Atizapán, "dans les eaux vives".
En 1476, Axayácatl conquit les villes de la vallée de Toluca, y compris Atizapán, qui resta sous la juridiction de Tlacupan ou Tacuba et comme affluent de Cuahuacán ou Culhuacán.
Axayacatl a déplacé plusieurs familles aztèques à Atizapán pour affirmer sa domination et imposer sa culture et dominer les groupes originaux de Matlatzincas ou Otomíes, ce qui explique pourquoi on l'appelle une ville de Mexicains.
Dans la seconde moitié de juillet 1521, Hernán Cortés envoya Gonzalo de Sandoval et plusieurs chefs otomis à la conquête des villes de la vallée du Matlatzinco. Les villes de la vallée furent conquises, y compris Atizapán.
Après la conquête espagnole, Atizapán a accueilli un groupe de Charenses qui avaient été expulsés du Michoacán.
Pour avoir conquis la Nouvelle Espagne, la couronne espagnole le récompensa en le nommant marquis de la vallée de Oaxaca et lui accorda un vaste territoire de 700 lieues à la ronde, qui comprenait les villes de la vallée de Toluca (y compris Atizapán).
Le 19 novembre 1528, Cortés lui-même nomme Juan Gutiérrez Altamirano premier gouverneur et corregidor de l'État et du marquisat de Toluca, dont le siège est à Calimaya, et lui concède les terres de la vallée de Toluca, d'Atizapán à Toluca, et d'Atenco aux villes de Tenango.
Entre 1530 et 1536, Atizapán était une commanderie de la famille Gutiérrez Altamirano, de Cristóbal Cisneros et d'Alonso de Ávila, récupérée temporairement par Hernán Cortés, qui la rendit à nouveau à la famille Altamirano.
En 1542, le frère Andrés de Castro attribua le nom de Santa Cruz Atizapán et laissa à la ville comme saint patron le symbole de la croix de Lorraine ou croix patriarcale.
En 1552, M. Gutiérrez Altamirano, époux de Juana Cortés, cousine du conquérant, construisit l'énorme hacienda Atenco, qui fut le premier élevage de bétail d'Amérique latine, sur le territoire de la commune, et produisit des taureaux de combat.
En 1558, le mayorazgo fut formé, les descendants de Juan Gutiérrez Altamirano furent convertis en comtes, mais ce n'est que le 6 décembre 1616 que Felipe III, par clémence royale, accorda à Fernando Altamirano le titre de comte de Santiago Calimaya.
En 1592, Santa Cruz Atizapán, bien qu'évangélisée, a été reconnue par la Couronne espagnole. C'est le chef principal de la ville, Bartolomé Miguel, à qui le vice-roi Luis de Velasco a accordé les premiers titres de sa ville.
Pendant l'ère coloniale, il y eut d'importants conflits avec les villes voisines pour la possession des terres et des eaux de Santa Cruz Atizapán, en particulier avec les comtes de Santiago Calimaya.
Dans le document du 1er mars 1767, Carlos III considère Teutenango comme l'un des meilleurs maires de seconde classe, dont Santiago Tianguistenco est l'attaché, auquel appartenait la ville d'Atizapán.
Un an plus tard, ces villes font partie du chef-lieu de Toluca et de la municipalité de Mexico.
Le 29 octobre 1810, pendant le mouvement d'indépendance du Mexique, Atizapán a permis à l'armée de Miguel Hidalgo de passer par le pont d'Atenco, pour faciliter son arrivée à la montagne de Las Cruces. Au passage de l'armée, de nombreux Atizapenses rejoignirent l'armée pour combattre lors de la glorieuse bataille, qui fut la plus importante de l'histoire de notre indépendance et dont l'armée d'Hidalgo sortit triomphante.
Pendant l'intervention française, les autorités commirent des injustices à l'encontre de leurs sujets, les natifs de la ville d'Atizapán ; pour des infractions administratives minimes, des peines sévères et de lourds travaux étaient appliqués, comme le pavage des rues ou le paiement d'amendes onéreuses. Ces événements ont conduit les Atizapenses à entreprendre les démarches nécessaires auprès du congrès de l'entité pour que Santa Cruz devienne une municipalité.
À cette époque, M. Benito Juárez était persécuté par les conservateurs et, lorsqu'il passait par la ville d'Atizapán, les habitants le recevaient avec joie. Ils lui racontèrent les événements susmentionnés et il les invita à travailler pour leur ville afin qu'elle soit érigée en municipalité.
Le 18 octobre 1870, Santa Cruz Atizapán a été érigée en municipalité de l'État de Mexico.
Pendant la révolution mexicaine, c'est à Tenango del Valle que fut installé le quartier général des Carrancistas qui luttèrent avec acharnement contre les Zapatistes qui maraudaient dans les villes de la région.
Antonio Hernández Mejía, originaire d'Atizapan, a rejoint les troupes du général Emiliano Zapata et, avec d'autres citoyens de cette ville, a empêché l'armée fédérale de pénétrer dans le siège municipal et de prendre le contrôle de la ville.
Après le mouvement révolutionnaire, la tranquillité est revenue dans les villes et la reconstruction, mais on ne sait pas pourquoi Atizapán n'a pas reçu de terres de l'hacienda Atenco pour former son ejido ; à ce jour, les terres continuent d'être considérées comme communales, avec le même régime que celui mis en œuvre par los Aztecas.

### Personnages en vedette
- Antonio Hernández Mejía : il serait né en 1860, à Santa Cruz Atizapán, et serait décédé à Mexico dans les années 1930, à l'âge de 70 ans environ. Il s'est joint au mouvement zapatiste et s'est distingué dans ses rangs ; il a défendu son peuple avec acharnement afin que les troupes de l'armée fédérale n'entrent pas pour commettre les outrages auxquels elles étaient habituées lorsqu'elles trouvaient des membres du camp adverse. Il a affronté de nombreuses fois des personnes qui tentaient d'attaquer l'un des citoyens de sa ville, il a toujours été considéré comme le "défenseur d'Atizapán" ; il était très respecté et estimé par ses compatriotes.

- María Magdalena Monroy Rosel : originaire de Santa Cruz Atizapán, elle a vu la lumière pour la première fois le 22 juillet 1912 et est décédée le 18 août 1985, à l'âge de 73 ans. Il a toujours eu une grande admiration pour les populations rurales. Il a travaillé au sein de la Ligue des communautés agraires de la ville de Toluca et, à de multiples reprises, il a mené des actions en faveur des paysans de l'entité.

- Professeur María Ruiz Zetina : née le 25 avril 1931. Remarquable leader moral qui, avec son soutien, a toujours promu l'éducation et le travail social (même au sein de son peuple). Grâce à son travail altruiste et à son engagement envers sa communauté, des travaux ont été réalisés pour la construction du jardin d'enfants "General Lázaro Cárdenas", qui existe depuis sa fondation il y a plus de 50 ans. Il a réalisé des travaux de formation pour le travail des femmes.

## Économie

### Principaux secteurs, produits et services
En 1991, la structure de la terre agricole avait une surface de 279 119 hectares dont 231 685 étaient arables, 45 680 étaient des pâturages naturels, des terres de parcours ou des montadas, 1 754 sans végétation, 1 330 ha d'irrigation, 230 355 de terres pluviales et un ejido. ou communauté consacrée à l'agriculture. Le volume de production était de 46,36 tonnes d'avoine fourragère, 0,002 tonnes de haricots et 458,16 tonnes de maïs. Le cheptel était composé de 231 bovins, 255 porcs, 297 moutons, 32 chèvres, 168 chevaux, 1 479 volailles, 15 lapins et 12 ruches.
En 1992, le produit intérieur brut était de 91 038 milliones de pesos.

### Population économiquement active par secteur
En 1990, la population âgée de plus de 12 ans était de 3 626 habitants : 1 465 avaient un emploi, 60 étaient au chômage, 2 029 étaient économiquement inactifs et 72 n'étaient pas précisés. Parmi eux, 345 travaillaient dans le secteur primaire, 724 dans le secteur secondaire, 339 dans le secteur tertiaire et 57 ne se prononçaient pas. En ce qui concerne la situation professionnelle, sur 1 465 personnes, 635 étaient des employés ou des travailleurs, 178 étaient des travailleurs journaliers ou des ouvriers, 484 étaient des travailleurs indépendants, 26 étaient des employeurs ou des entrepreneurs, 64 travaillaient sans rémunération et 78 n'ont pas précisé leur situation.
L'une des principales activités économiques de la région est la couture.

## Monuments historiques
La zone archéologique appelée "Sitio 110 La Campana Tepozoco" prédomine, située dans la propriété privée appelée Santa Clara, il s'agit d'un monticule qui conserve dans ses entrailles des vestiges archéologiques d'une valeur historique incalculable. Il est construit avec de l'adobe placé horizontalement en couches, non échelonnées. Dans la partie nord du sommet de la colline se trouve un bâtiment où ont été effectuées des explorations qui ont révélé le soubassement de deux pyramides circulaires dédiées à Ehecatl. La zone archéologique comprend La Campana, le ranch Santa Clara, le Tepozoco, le Pantépetl et la colline Tepiololco et a été étudiée par les docteurs Yoko Sugiura Yamamoto et Mari Carmen Serra Puche.
Parmi les monuments architecturaux, l'église de Santa Cruz Atizapán du XIXe siècle se distingue par son style néoclassique et son imposante croix de Lorraine ou patriarcale sur le fronton principal et une autre sur le maître-autel.
L'environnement de la majeure partie du hameau d'Atizapán est basé sur l'art colonial mexicain, avec des constructions rustiques en adobe et des toits à pignons en tuiles d'argile. Parmi les monuments historiques : les bustes d'Hidalgo, Juárez, Emiliano Zapata et l'arc et l'obélisque de José María Morelos y Pavón.
De l'architecture religieuse : la chapelle Pantépetl construite le 17 mars 1879 et la chapelle Santo Niño de 1863 et les peintures des temples.